# ساقدوش (فیلم ۲۰۰۸)
ساقدوش (به انگلیسی: Made of Honor) فیلمی محصول سال ۲۰۰۸ به کارگردانی پل ویلند است. در این فیلم پاتریک دمپسی، میشل موناهن، کوین مک‌کید، کاتلین کویینلان، کریس مسینا، سیدنی پولاک، کادم هاردیسون، ریچموند آرکت، باسی فیلیپ، ویتنی کامینگز، جیمز اسکینگ، کوین سوسمن، بیو گرت، کلی کلارسون، کلایو راسل و کوین سوسمن بازی کردند.